# جورج افستاتیو
جورج پطروس Efstathiou FRS (‎/ɛfˈstæθ.juː/‎؛ زاده ۲ سپتامبر ۱۹۵۵) اخترفیزیکدان بریتانیایی است که استاد اخترفیزیک (۱۹۰۹) و مدیر مؤسسه کاولی کیهان‌شناسی در دانشگاه کمبریج می‌باشد. وی پیش از این استاد نجوم در دانشگاه آکسفورد بود.

## تحصیلات
Efstathiou در مدرسه گرامر تاتنهام تحصیل کرد که در سن ۱۶ سالگی آنجا را ترک کرد و به عنوان تکنسین آزمایشگاه بازگشت. وی سپس در کالج کبل، آکسفورد و دانشگاه دورام تحصیل کرد و در سال ۱۹۷۹ دکترای خود را دریافت کرد.

## شغل و تحقیق
Efstathiou از سال ۱۹۷۹ تا ۱۹۸۰ دستیار تحقیقاتی در گروه نجوم دانشگاه کالیفرنیای برکلی بود، سپس به مؤسسه نجوم در دانشگاه کمبریج منتقل شد و از سال ۱۹۸۰ تا ۱۹۸۸ بورس‌های پژوهشی در کالج کینگ، دانشگاه کمبریج دریافت کرد. وی در سال ۱۹۸۸ به عنوان استاد نجوم در دانشگاه آکسفورد منصوب شد (پستی که وی با همکاری بورس تحصیلی در کالج جدید در آکسفورد برگزار کرد) و بین سالهای ۱۹۸۸ تا ۱۹۹۴ به عنوان رئیس اخترفیزیک خدمت کرد. وی در سال ۱۹۹۷ به عنوان استاد اخترفیزیک (۱۹۰۹) و یکی از همکاران کالج کینگ به کمبریج بازگشت. بین سالهای ۲۰۰۴ و ۲۰۰۸ به عنوان مدیر انستیتوی نجوم فعالیت داشت. وی اولین مدیر مؤسسه کیهان‌شناسی کاویلی در سال ۲۰۰۸ شد.
Efstathiou کمکهای بسیاری در زمینه تحقیقات در کیهان‌شناسی انجام داده‌است، از جمله:
- وی با استفاده از مارک دیویس، کارلوس فرنک و سیمون وایت در استفاده از شبیه‌سازی‌های رایانه ای بدن N[۴] در ساخت ساختار کیهانی پیشگام بود.
- او با J. Richard Bond اولین محاسبات مفصل از ناهمسانگردیهای پس زمینه مایکروویو کیهانی را در مدلهای ماده تاریک سرد انجام داد.[۵]
- او با همکاری استیو مادوکس، ویل ساترلند و جان لاوید، APM Galaxy Survey را ساخت و خوشه بندی در مقیاس بزرگ را اندازه‌گیری کرد و شواهد اولیه را برای مدل استاندارد LMBDA CDM Lambda ارائه داد.[۶]
- او یکی از مبدعان بررسی 2dF Galaxy Redshift Survey بود و تأیید انرژی تاریک را با استفاده از اندازه‌گیری‌های ساختار بزرگ انجام داد.[۷]
- او یکی از رهبران تیم علمی فضاپیمای پلانک است که از سال ۲۰۱۵ بهترین اندازه‌گیری‌های پس زمینه مایکروویو کیهانی را ارائه می‌دهد.

### جوایز و افتخارات
وی در سال ۱۹۹۰ به مدال و جایزه انستیتوی فیزیک مکسول، و در سال ۱۹۹۴ به عنوان عضو انجمن سلطنتی (FRS) منصوب شد، در همان سال که در آن جایزه علمی و فرهنگی بنیاد بدوساکی برای اخترفیزیک دریافت شد. جوایز دیگر در جوایز رابینسون در کیهان‌شناسی (دانشگاه نیوکاسل، ۱۹۹۷) و جایزه دنی ماینر برای اخترفیزیک (موسسه فیزیک آمریکایی و انجمن نجوم آمریکایی، ۲۰۰۵). وی جایزه گروبر در کیهان‌شناسی را برای سال ۲۰۱۱ به‌طور مشترک با مارک دیویس، کارلوس فرنک و سیمون وایت و مدال هیوز انجمن سلطنتی در سال ۲۰۱۵ دریافت کرد.